# La Zaida
La Zaida är en ort i Spanien.   Den ligger i provinsen Provincia de Zaragoza och regionen Aragonien, i den östra delen av landet, 290 km öster om huvudstaden Madrid. La Zaida ligger 157 meter över havet och antalet invånare är 548.
Terrängen runt La Zaida är huvudsakligen platt, men åt sydost är den kuperad. La Zaida ligger nere i en dal. Runt La Zaida är det mycket glesbefolkat, med 3 invånare per kvadratkilometer. Närmaste större samhälle är Quinto, 12,0 km nordväst om La Zaida. Trakten runt La Zaida består till största delen av jordbruksmark.